# Theater of Playwrights

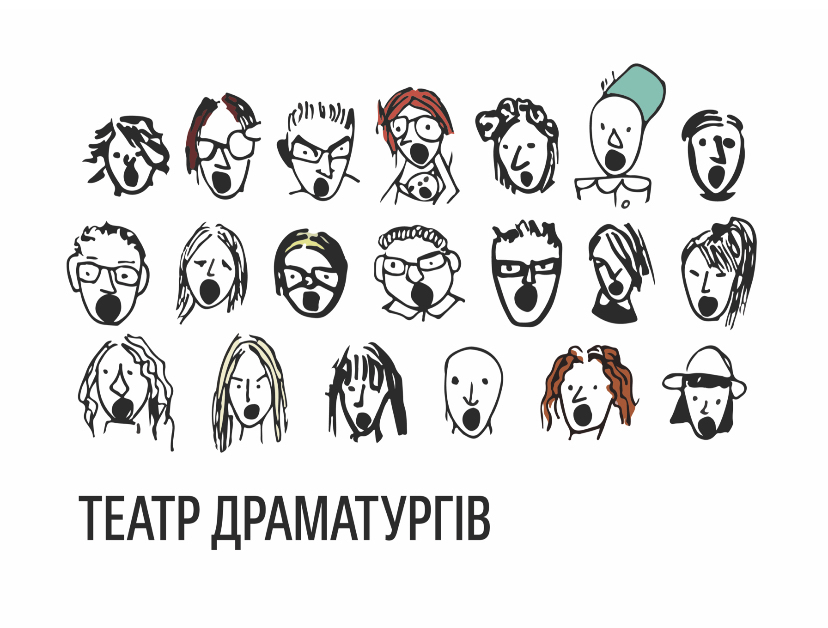
Logo des Theaters of Playwrights

Das Theater of Playwrights (ukrainisch Театр Драматургів / Teatr Dramaturhiw) ist ein freies Theater in Kiew in der Ukraine. Gegründet wurde es von einer Gruppe ukrainischer Autoren im Jahr 2020. Das Theater dient eigenen Angaben nach als Plattform zur Präsentation von Texten, zur Ausbildung und zum Austausch von Erfahrungen von Autoren sowie zur Stärkung der Rolle des Autors in der ukrainischen Gesellschaft.

## Konzept
Das Theater of Playwrights wurde als Raum für Werke geschaffen, die frei von „veralteten und bequemen Theaterklischees“ sind; ein Raum, in dem Autoren die Möglichkeit haben, ihre Botschaften direkt zu präsentieren, und in dem die Stimme des Autors Priorität hat. Das Theater hat folgende Prinzipien:
- Der höchste Wert des Theaters ist der Text
- Nur ein Autor kann die künstlerische Leitung des Theaters übernehmen
- Die Nachfrage des Publikums ist kein Kriterium für die Auswahl von Stücken
- Der Autor des Stücks wählt den Regisseur oder inszeniert das Stück selbst

## Gründer
Die Gründer und Angehörigen des Theater of Playwrights sind:
| - Pawlo Arje - Olena Astasjewa - Ihor Biliz - Natalija Blok - Andrii Bondarenko - Natalja Woroschbyt - Iryna Harets - Julia Gonchar - Olena Hapijewa - Oksana Grytsenko | - Tetjana Kytsenko - Anastasiia Kosodii - Maksym Kurochkin - Lena Lagushonkova - Jewhen Markowskyj - Olha Mazjupa - Kateryna Penkowa - Oksana Sawtschenko - Luda Tymoshenko - Witalij Tschenskyj |

## Geschichte
Die Eröffnung des Theaters in eigenen Räumlichkeiten in Kiew war für März 2022 geplant, doch wegen des Angriffskriegs Russlands auf die Ukraine waren viele Autoren ins Ausland geflüchtet. In Deutschland wurde die Leipziger Schaubühne Lindenfels zum Partner des Kiewer Theaters. Eine Reihe von deutschen Theatern engagieren seit 2022 Autorinnen des Theater of Playwrights, z. B. Oksana Sawtschenko am Theater und Orchester Heidelberg, Luda Tymoshenko am Schauspiel Stuttgart und Anastasiia Kosodii am Nationaltheater Mannheim. Es finden Kooperationsprojekte statt, z. B. mit dem Festival „Nebenan“ in Dresden-Hellerau.